# Prelude to a Kiss (film)
Prelude to a Kiss is een Amerikaanse romantische komedie uit 1992 onder regie van Norman René. De film, met in de hoofdrollen Alec Baldwin en Meg Ryan, is gebaseerd op het gelijknamig toneelstuk uit 1988 van Craig Lucas, en is in Nederland voornamelijk bekend vanwege een paar Nederlandse zinnen die Baldwin uitspreekt: "Je hebt erg witte tanden".

## Verhaal
Peter Hoskins (Baldwin) is een conservatieve zakenman die werkt bij een bedrijf dat microfilms produceert. Op een huisfeest ontmoet hij Rita Boyle (Ryan), die ondanks haar pessimistische blik op het leven, zeer vrijgeestig en impulsief is ingesteld. Hoewel ze elkaar tegenpolen zijn, voelen ze zich tot elkaar aangetrokken en al snel bloeit een liefde op. Vlak nadat hij is voorgesteld aan haar ouders, vraagt Peter Rita om haar hand. Op het bruiloft wordt Rita gefeliciteerd met haar echtgenoot door een vreemde oude man, die haar een zoen op de mond geeft.
Via deze zoen veranderen Rita en de oude man van geest met elkaar en raken ze verstrikt in elkaars lichaam. Peter gaat met Rita (eigenlijk de oude man in Rita's lichaam) op huwelijksreis, maar merkt al snel dat er iets aan haar mankeert. Rita's persoonlijkheid verandert en ze herinnert zich weinig van hun verleden. Het duurt niet lang voordat Peter de conclusie trekt dat een ander persoon leeft in Rita's lichaam. Hij vraagt haar om te vertellen waar hij de echte Rita kan vinden, maar zij geeft geen antwoord. Peter zoekt toevlucht in een bar, waar hij zijn oog laat vallen op de oude man van de bruiloft. Hij merkt dat een vonk aanwezig is, en na een korte ondervraging komt hij snel tot de conclusie dat Rita's geest is gevangen in het lichaam van de oude man. Rita voelt zich eenzaam in het lichaam van de oude man, en bovendien bezwaard door de slechte conditie waar het lichaam in verkeert.
Eenmaal thuis aangekomen treft hij Rita's vader (Beatty) aan in zijn slaapkamer, die de koffers van Rita inpakt. Hij vertelt Peter dat ze is teleurgesteld in de waanideeën die hij zou hebben over haar identiteit, en van plan is om het huwelijk nietig te verklaren. Peter probeert aan Rita's vader duidelijk te maken dat zijn dochter niet daadwerkelijk zijn dochter is, maar de man wil niet naar hem luisteren en vertrekt. Rita (als oude man) keert terug in Peters huis, en hoewel ze veel van elkaar houden, blijft hun relatie op platonisch niveau, omdat Peter zich fysiek niet kan overgeven aan een oude man. Als hij zo verliefd raakt op Rita dat hij de oude man zelfs zoent, raakt hij vastberaden om de lichaamsverandering ongedaan te maken.
Peter brengt Rita en de oude man bij elkaar, en dwingt hen te zoenen. Aanvankelijk gebeurt er niets na de zoen, totdat beiden beseffen waarom ze elkaar wilden zijn: de oude man wilde zijn slechte gezondheid vergeten, en zich weer jong voelen, en Rita wilde weten hoe het voelde om al een rijk leven te hebben gehad. Ze raken weer terug in het juiste lichaam en Peter en Rita kunnen hun huwelijk vol geluk continueren.

## Rolverdeling
in alfabetische volgorde
| Acteur         | Personage                           |
| -------------- | ----------------------------------- |
| Alec Baldwin   | Peter Hoskins                       |
| Meg Ryan       | Rita Boyle                          |
| Kathy Bates    | Leah Blier                          |
| Ned Beatty     | Dokter Marshall Boyle, Rita's vader |
| Patty Duke     | Mevrouw Boyle, Rita's moeder        |
| Richard Riehle | Jerry Blier                         |
| Stanley Tucci  | Taylor                              |
| Sydney Walker  | Oude man                            |
| Rocky Carroll  | Tom                                 |
| Debra Monk     | Tante Dorothy                       |

## Achtergrond
Mary-Louise Parker speelde de hoofdrol in het originele toneelstuk, maar mocht de filmrol - die naar Meg Ryan ging - niet op zich nemen, omdat de studio vond dat ze niet bekend genoeg was. Parker vertelde hierover in een interview dat ze dit "oneerlijk" vond, omdat ze jarenlang de rol elke avond speelde en de rol zich naar haar mening eigen had gemaakt. Baldwin, die ook in het toneelstuk zag, was wel in de film te zien. Aanvankelijk zou acteur Alec Guinness de rol van de oude man op zich nemen, maar hij verliet het project toen zijn vrouw ziek werd.
De opnamen van de film gingen van start in april 1991 op locatie in Chicago. Een producent van de film wilde de homoseksuele zoen van Baldwin en Walker aanvankelijk uit de film knippen, omdat dit te gewaagd werd geacht voor een Hollywoodfilm, maar dit voorstel is afgewezen.
Zangeres Deborah Harry nam het nummer Prelude to a Kiss op, dat tijdens de begintitels van de film is te horen.
Ondanks de destijds groeiende populariteit van Alec Baldwin en Ryan, werd de film geen groot succes. Ook de pers liet zich matig uit over de kwaliteit van de film.